# Litière (écologie)
Pour les articles homonymes, voir Litière (homonymie).

Les champignons saprotrophes participent à la dégradation de la litière grâce à leur filaments mycéliens dont le réseau peut atteindre 10000 km de longueur dans un mètre carré de sol fertile.

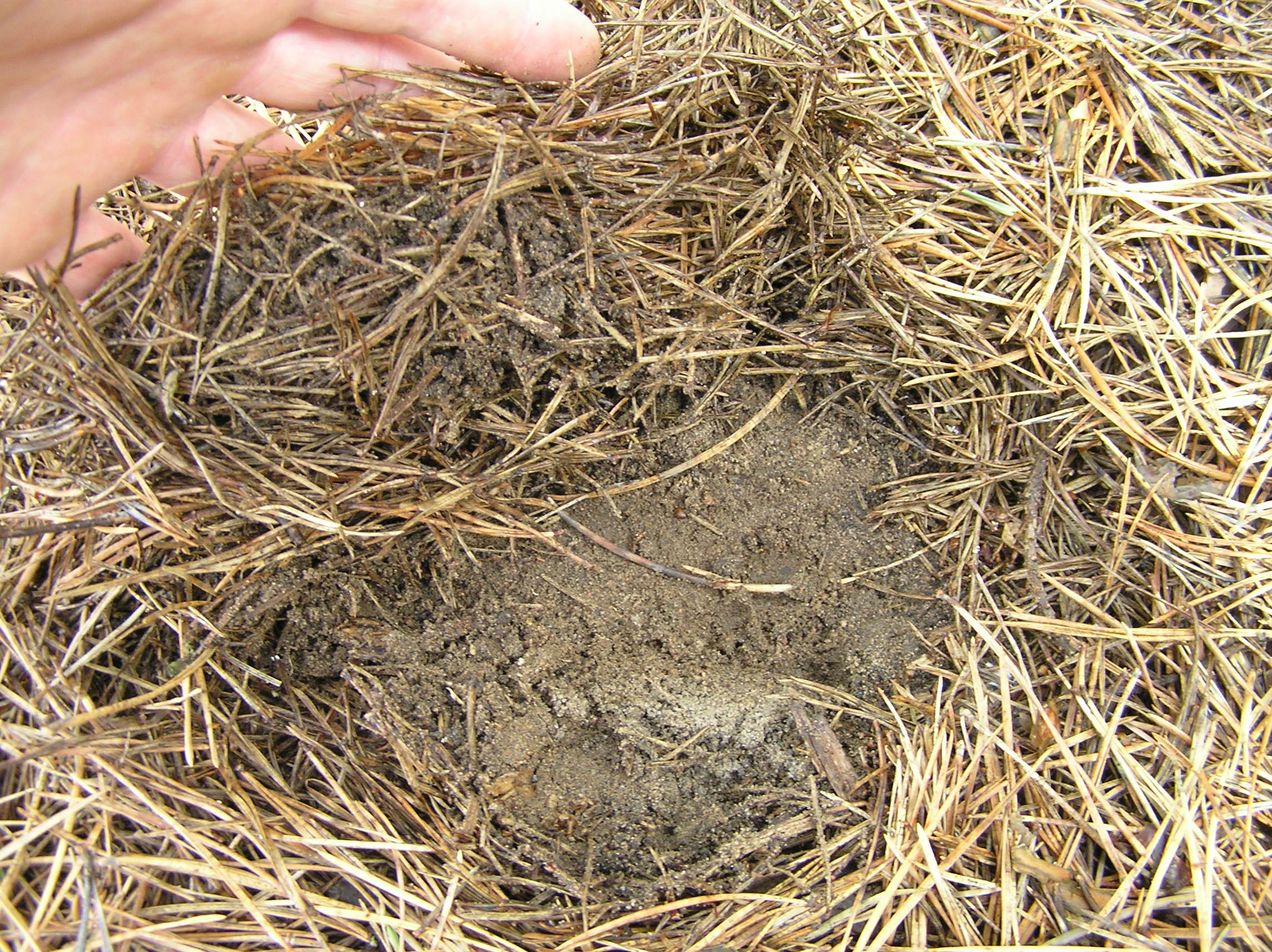
La litière qui se décompose le moins bien est constituée d'aiguilles de résineux, sur sol sableux et acide. Peu de plantes peuvent y vivre

La litière est, de manière générale, l'ensemble de feuilles mortes et débris végétaux en décomposition (par minéralisation primaire, humification, minéralisation secondaire), issus de la végétation épigée et qui recouvrent le sol (des forêts, jardins, sols plantés de haies, etc.). La litière forestière est principalement composée de feuilles et aiguilles de résineux, les branches et les fruits ne représentant que 21 % en forêt mixte et 20 à 40 % en forêt de conifères. Les végétaux herbacés ne contribuent quant à eux qu'à moins de 5 % en forêt tempérée. L'apport principal de l'azote (60 à 70 %) et de certains éléments nutritifs comme le calcium et le phosphore (75 à 95 %) sont associés à la chute annuelle de la litière fraîche. Variant en moyenne de 3 (agrosystèmes) à 10 tonnes (forêts tropicales) de matière sèche par ha et par an, la chute de litière aérienne est la voie la plus importante de restitution de matière organique au sol.
En pédologie la litière est la couche superficielle qui couvre le sol et fait partie des horizons dits « holorganiques ».
Elle est constituée de matière organique ; résidus végétaux (feuilles, rameaux, brindilles, pollens), fongiques (spores, mycéliums) et animaux (excréments et cadavres d'invertébrés essentiellement) qui se déposent au sol tout au long de l'année, encore inaltérés ou peu altérés. On ne parle généralement de litière qu'en surface d’un profil de sol non travaillé, le plus souvent forestier. Pour désigner les strates du sol, le pédologue parle d'horizons :  la litière est au-dessus et à l'origine de l'horizon humifère.
Les débris végétaux (litières de parties aériennes, racines en décomposition) constituent une zone de forte activités biologique (« hot spot » microbien) appelée détritusphère, au même titre que le volume de sol entourant les racines vivantes, la rhizosphère.

## Écologie des litières

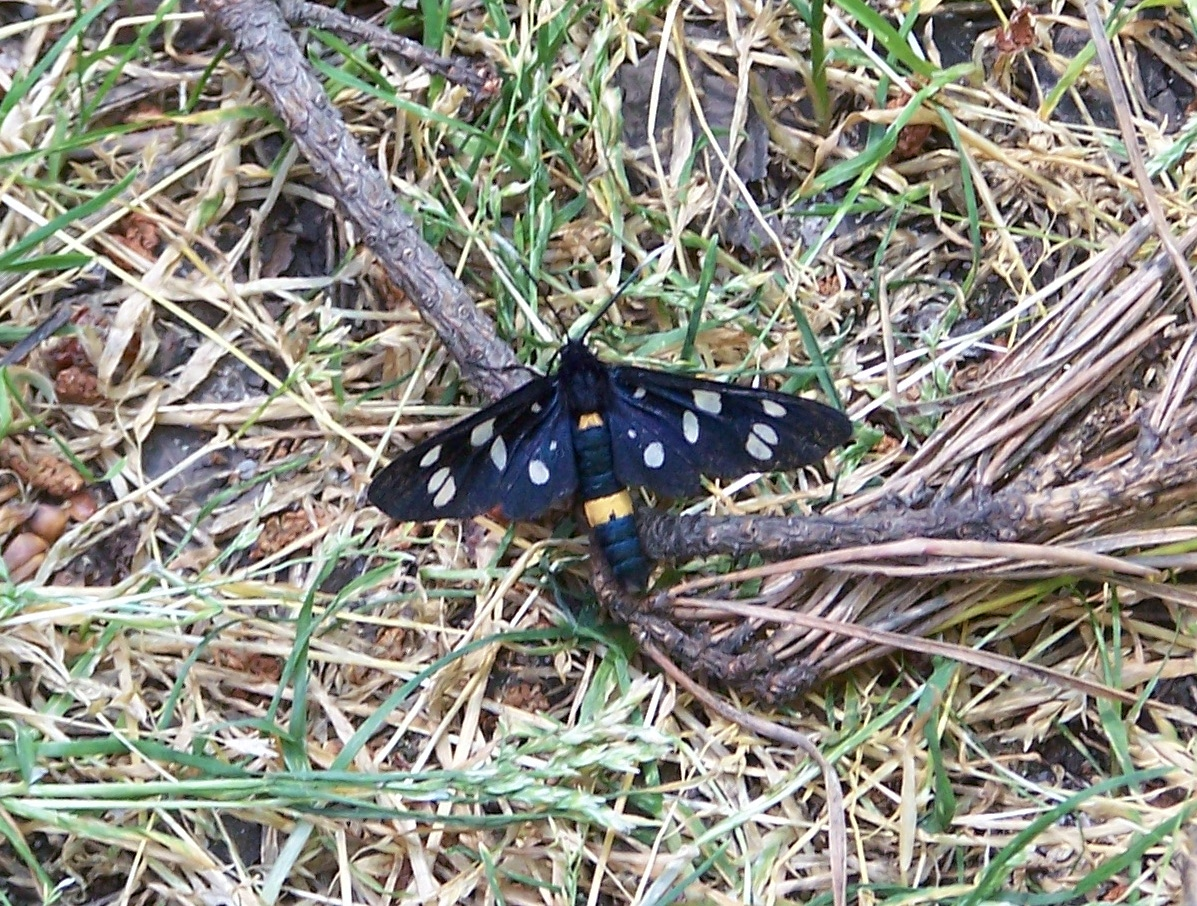
La litière abrite et nourrit de nombreuses espèces, dont des hôtes occasionnels (ici :Sphinx du pissenlit), tout en protégeant les sols de l'érosion et du soleil

La litière est un habitat essentiel pour de nombreuses espèces qui participent au cycle sylvigénétique et préparent la bonne germination de nombreuses graines et la régénération naturelle des forêts. La litière contribue à la résilience des milieux : elle protège notamment le sol de l'érosion, de la dessiccation, des ultraviolets solaires, de la lumière (nombre des espèces de la litière sont lucifuges), et des chocs thermiques[réf. nécessaire].
Il est possible, en retournant les couches superficielles de feuilles mortes, de repérer sur le limbe foliaire des taches plus claires voire blanches, de quelques millimètres à plusieurs dizaines de centimètres englobant tout un paquet de feuilles et de débris. Elles correspondent au développement de mycéliums saprophytes qui décomposent les composés colorés, la lignine puis la cellulose. Cette « flore » mycologique des pourritures blanches de la litière appartient souvent à des basidiomycètes (genres Marasmius, Clitocybe, Collybia, Lepista, Agaricus, Lepiota, se développant selon la nature de la litière et selon des phénomènes de concurrence interspécifique).
Sous l'action de la micro faune aérobie (collemboles, acariens, lombrics, cloportes), de certains champignons et bactéries, la litière se transforme peu à peu en humus ; en quelques mois (sous les feuillus sur un sol à pH basique à neutre) à plusieurs années (sous les résineux ou sur sol à pH acide).
Dans le réseau trophique, la litière est une source essentielle de nourriture pour les détritivores, qui eux-mêmes sont des proies pour de nombreux insectes, oiseaux, reptiles et micromammifères.
La litière est l'un des lieux où les champignons et les invertébrés détritivores jouent un rôle important en matière de transformation de l'énergie solaire accumulée sous forme de matière organique par les plantes, et de transformation de la nécromasse animale, plus ou moins selon l'abondance des animaux de la litière et selon la température qui régule le métabolisme de ces animaux.
La litière la plus superficielle est sans cesse fouillée par les oiseaux et micromammifères qui facilitent ainsi sa décomposition aérobique.
Elle est peu à peu décomposée et mélangée avec les particules minérales en un sol généralement noir ou foncé et à structure grumeleuse, peu soluble dans l'eau, et riche en boulettes fécales juxtaposées aux particules minérales. Ces particules subissent des mouvements horizontaux et verticaux (bioturbation), notamment grâce aux vers de terre (qui ne supportent pas les sols très acides) et aux bousiers.

### Litière forestière
Les grands pommiers ont de 50 à 100 000 feuilles, les bouleaux 200 000 en moyenne, les chênes à maturité 700 000 (mises côte à côte, ces 700 000 feuilles couvriraient une surface de 700 m2). Certains ormes d'Amérique ont à leur maturité jusqu'à 5 millions de feuilles. On estime que l'ensemble des feuilles des arbres du monde entier produisent par photosynthèse 65 000 à 80 000 millions de m3 de matière sèche par an, ce qui correspond aux deux tiers de la production mondiale des plantes terrestres. Un arbre adulte avec 200 à 300 000 feuilles chutant à l'automne, donne une litière de 3 à 5t/ha.

## Diversité génétique
Grâce à la métagénomique, il est devenu possible à la fin du XXe siècle d'estimer la diversité des organismes vivant d'environnements complexes comme la litière. Cette méthode permet la cartographie de la diversité bactérienne ou fongique, mais sans identifier les rôles écologiques des espèces ni la part des espèces éventuellement invasives ou bioindicatrices d'une perturbation édaphique ou écologique. Ces techniques permettent potentiellement de mieux évaluer et donc éventuellement corriger ou modérer l'impact de l'anthropisation, de l’acidification, de certaines techniques sylvicoles sur les communautés microbiennes des sols en forêt ou dans le bocage.

## Litière et agriculture
Dans les agrosystèmes où le labour est pratiqué, le labour va enfouir l'équivalent agricole de la litière (pailles, résidus végétaux) qui sera alors décomposé par d'autres types d'organismes, en anaérobiose.

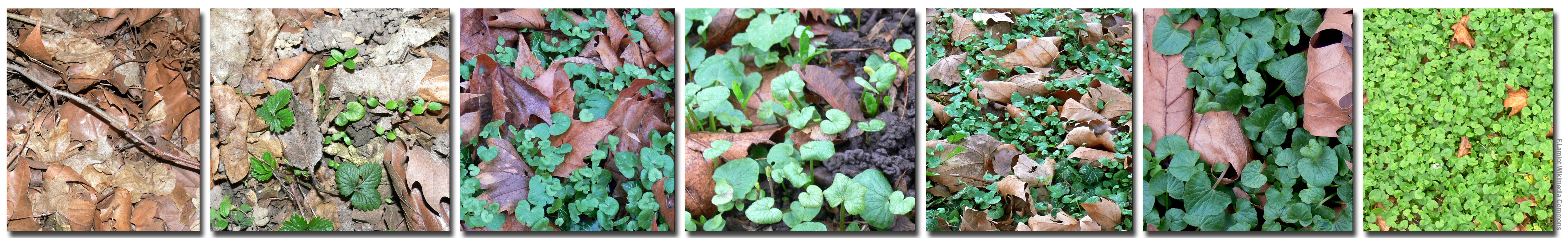
Stades d'évolution et décomposition de feuilles de platanes dans une litière, de janvier à mars (sous des platanes, dans le nord de la France)